# Chrysosyrphus frontosus
Chrysosyrphus frontosus är en tvåvingeart som först beskrevs av Jacques-Marie-Frangile Bigot 1884.  Chrysosyrphus frontosus ingår i släktet fjällblomflugor, och familjen blomflugor. Inga underarter finns listade i Catalogue of Life.